# Сан Рамон де ла Нуева Оран
 Тази статия е за града в Аржентина.  За града в Алжир вижте Оран (град).  
Сан Рамон де ла Нуева Оран (на испански: San Ramón de la Nueva Orán) (съкратено наименование – Оран) е град в северозападната част на провинция Салта, Аржентина, отстоящ на около 270 км- от столицата на провинцията, гр.Салта. Градът е административен център на департамента Оран и има около 73 000 жители според преброяването от 2001 г., което го прави втори по големина в провинцията.
Оран е седалище на католическа епархия и регионален център на Националния университет на Салта. Свързан е с други градове в провинцията посредством Национално шосе № 50 и е в близост до Национално шосе № 34. Въздушното движение на столицата на провинцията се обслужва от летище Оран.

## История
Градът е основан на 31 август, 1794 г. от испанския военен и управител на Салта, Рамон Гарсия де Леон и Писаро, който нарича града по имената на католическия светец Свети Рамон Нонат и на родния си град Оран (в съвременeн Алжир).

## Икономика
Градът е важен селскостопански център; основните култури са захарна тръстика, цитрусови плодове (предимно портокали и грейпфрут), червен пипер, банани, и в по-малка степен и кафе. Развита е и преработващата промишленост и производството на захар и концентриран портокалов сок.